# Septembre 1943 (guerre mondiale)
Chronologie de la Seconde Guerre mondiale
Août 1943 - Septembre 1943 -  Octobre 1943
- 2 septembre : 
  - Départ du 59e convoi de déportation des Juifs de France, du camp de Drancy vers Auschwitz : 1 000 déportés, 13 survivants en 1945.

- 3 septembre : 
  - Les troupes alliées débarquent en Italie à Reggio de Calabre.
  - Signature à Cassibile près de Syracuse d'un armistice secret entre les Alliés et l'Italie.

- 4 septembre :
  - Débarquement américain et australien à Lae en Nouvelle-Guinée.

- 7 septembre : 
  - Massacre du bois du Thouraud, dans le Limousin.
  - Bombardement d'Ixelles et d'Evere, dans la banlieue de Bruxelles, par l'aviation américaine

- 8 septembre : 
  - Capitulation sans condition de l'armée italienne. L'armistice du 3 septembre est rendue publique.
  - Le nord de la péninsule est envahi par la Wehrmacht.

- 9 septembre : 
  - Débarquement des Alliés à Salerne.
  - Prise de Tarente (Italie) par les Alliés.
  - L'Iran déclare la guerre à l'Allemagne, sous la pression des forces alliées qui ont occupé le pays.
  - Retraite générale allemande sur le front russe.
  - La Croatie annexe la Dalmatie.
  - L’insurrection d’Ajaccio fait de cette ville et de la Corse, « le premier morceau libéré de France », pour reprendre la citation du Général De Gaulle, grâce au soulèvement de la population insulaire, de son maquis, puis de l’appui du Premier bataillon de Choc et des troupes coloniales.

- 10- 11 septembre :
  - Occupation de Rome par la Wehrmacht.
  - Prise par les Alliés de Brindisi et de Salerne (Italie).

- 12 septembre : 
  - Mussolini est enlevé par des parachutistes allemands.

- 13 septembre : 
  - Débarquement Allié en Corse.
  - Élection de Tchang Kaï-chek à la présidence de la République chinoise.
  - Abandon de fait des projets nazis de colonisation de l'Est du continent européen.

- 15 septembre : 
  - Bombardement aériens alliés de Paris et sa banlieue.
  - Mussolini proclame la république fasciste de Salò.
  - Accords Speer-Bichelonne, 15 septembre 1943

- 16 septembre : 
  - Bombardements aériens alliés sur Nantes (France).
  - Offensive russe vers Kiev.

- 20 septembre : 
  - Opération Source, attaque par des sous-marins britanniques miniatures de la flotte allemande en Norvège.

- 22 septembre :
  - L’Armée rouge réussit à conquérir une tête de pont sur la rive occidentale du Dniepr.

- 23 septembre : 
  - Reddition de l'Italie  ; la république sociale italienne est fondée dans les régions occupées par les Allemands dans le nord de l'Italie.
  - Les Français s'emparent de Bonifacio (Corse)
  - Deuxième vague de bombardements aériens alliés sur Nantes (France).

- 27 septembre : 
  - Début des Quatre journées de Naples, révolte armée des habitants contre l’occupant allemand.